# Bernard Allou
Bernard Allou (født 19. juni 1975) er en tidligere ivoriansk fodboldspiller.